# LaFee
LaFee, pseudonimo di Christina Klein (Stolberg, 9 dicembre 1990), è una cantante tedesca.
Artista di genere Alternative rock/gothic rock, ha venduto più di un milione di copie nel mondo. È conosciuta principalmente nell'Europa centrale, soprattutto nei paesi di lingua tedesca.
Ha debuttato nel 2006 con l'album LaFee, pubblicando negli anni seguenti diversi album e singoli. Inizialmente legata alla EMI, dal 2009 i suoi dischi sono pubblicati dall'etichetta discografica Capitol.

## Biografia
Nata a Stolberg (Rhld.), è la figlia più giovane di Bernhard e Keriakoulla Klein. Sua madre è di origini greche, mentre il padre è tedesco. Ha un fratello di quattro anni più grande, Andreas. Nel 2007 si è diplomata presso una Hauptschule.

### Gli esordi e il debutto (LaFee)

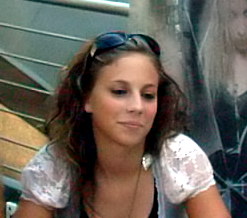
LaFee nel 2006

Ha cominciato ad inviare vari demo a diversi show televisivi a partire dall'età di nove anni, ed è stata invitata a partecipare a tre di questi. Nel settembre 2004, all'età di tredici anni, ha partecipato al Kiddy Contest, un concorso televisivo canoro per ragazzi, dove è stata notata dal produttore Bob Arnz, che le ha proposto un contratto con la nota etichetta discografica EMI.
Il 10 marzo 2006 è uscito Virus, singolo apripista del suo album di debutto, l'eponimo LaFee. Fin dall'inizio della sua carriera è stata supportata dal magazine Bravo.
Successivamente sono usciti, nell'ordine, i singoli Prinzesschen (Principessina), Was ist das (Cos'è questo) e Mitternacht (Mezzanotte). Tutti e quattro i singoli hanno avuto un discreto successo di vendite in Svizzera e Austria. L'album ha riscosso parecchio successo tanto da venir premiato con il disco di platino in Austria.
Tra il novembre 2006 e la primavera del 2007 ha inoltre recitato nella soap opera Ninas Welt (Il mondo di Nina).
Il 31 dicembre 2006 ha tenuto il suo concerto più grande (oltre un milione di spettatori) alla Porta di Brandeburgo, a Berlino.

### Jetzt erst recht, il secondo disco
Il 6 luglio 2007 è uscito il suo secondo album, Jetzt erst recht (Adesso più che mai), che in breve tempo si è aggiudicato il disco d'oro in Germania, raggiunto la vetta della classifica austriaca e buone posizioni in Germania, Svizzera e entrando in classifica anche in Francia. Il singolo apripista è stato Heul doch (Piangi), di buon successo commerciale.
Successivamente sono stati pubblicati Beweg dein Arsch (Muovi il sedere) e Wer bin ich (Chi sono io).
Ha ricevuto il premio Echo come "Miglior artista emergente",. Nell'aprile 2008 l'album è uscito anche in Italia.
È apparsa nella soap opera tedesca Gute Zeiten, Schlechte Zeiten.

### Il debutto in inglese:Shut Up
Nel 2008 ha pubblicato in tutta Europa il suo primo album inciso interamente in lingua inglese, Shut Up. Conteneva dodici tracce prese dai due album precedenti e tradotte dal tedesco. Il disco è il peggiore della sua carriera, con vendite bassissime in tutto il continente; venne infatti estratto un solo singolo, Shut Up, la versione inglese di Heul doch.

### Ring Frei
Il 21 novembre 2008 è stato pubblicato Ring Frei, singolo tratto dall'omonimo quarto album in studio della cantante, uscito il 2 gennaio 2009. Il disco ha debuttato alla sesta posizione
della classifica tedesca, alla quinta in quella austriaca e alla ventunesima in Svizzera, entrando anche in quella francese. Il 6 marzo del 2009 è uscito un secondo singolo, Scheiss Liebe (Amore di merda). L'album non è ancora uscito in Italia.
Nello stesso anno ha intrapreso un tour di diverse tappe in Germania, Svizzera e Austria.
Al termine di quest'ultimo si è presa, per la prima volta dall'inizio della sua carriera, una pausa.

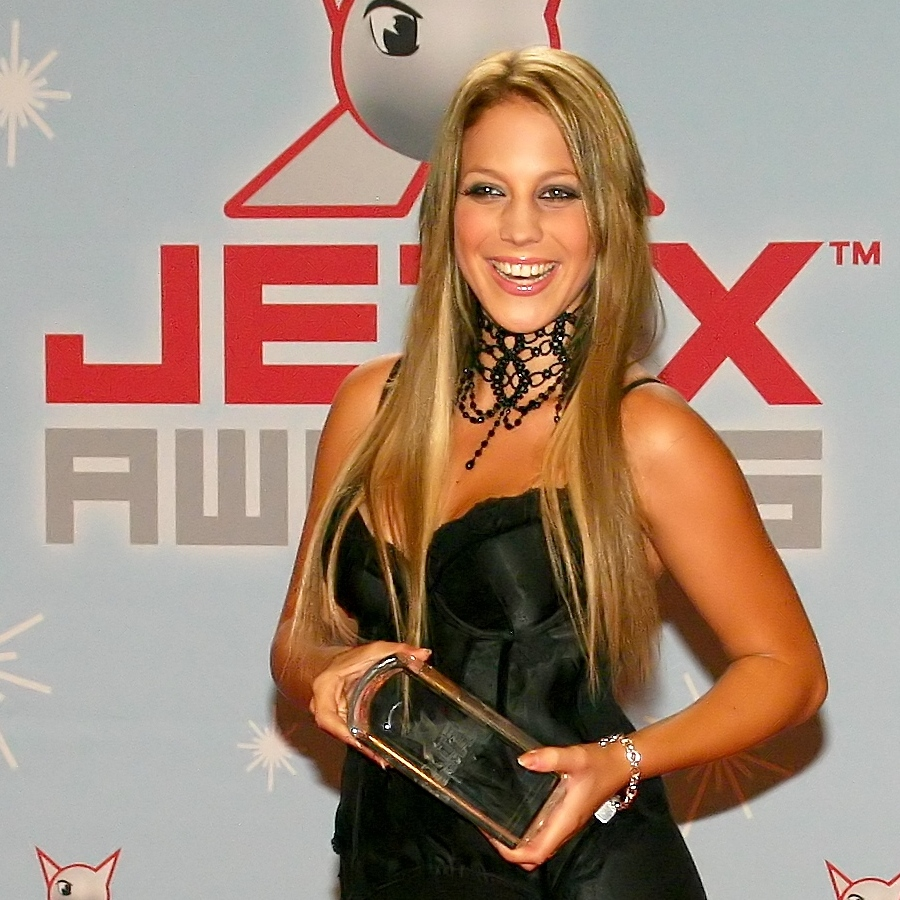
LaFee ai JETIX Awards 2008

### Dalla EMI alla Capitol
Nel novembre 2009 è stata pubblicata la sua prima raccolta, The Best of LaFee. Disponibile in due diverse versioni, edizione "giorno" con un CD e edizione "notte" con due CD, l'album ha raggiunto la vetta della classifica austriaca; il singolo di lancio Der Regen fällt, contenuto originariamente nell'album Jetzt erst recht, ha raggiunto appena la posizione novantaquattro in Germania, mentre in Austria e Svizzera non è nemmeno comparso in classifica.
Nello stesso periodo fu annunciato che le future pubblicazioni della cantante, con l'intenzione di seguire un percorso musicale diverso da quello precedentemente svolto, perdendo così anche la collaborazione dello storico gruppo che l'ha accompagnata nelle registrazioni dei suoi primi dischi, usciranno non più per la EMI, bensì per la Capitol, comunque legata alla EMI.

### Frei
Il 29 maggio 2011 è stato pubblicato un nuovo singolo, Ich Bin, che anticipa l'album Frei in uscita il primo luglio.
LaFee ha dichiarato più volte che quest'album sarà diverso dai precedenti, dove prevalevano sonorità gothic-rock e lei aveva un look aggressivo, tipico da teenager ribelle. Ora che ha 21 anni è decisa a prendere altre direzioni musicali.

## Discografia

### Album
- 2006: LaFee (pubblicato solo in Germania)
- 2007: Jetzt erst recht
- 2008: Shut Up
- 2009: Ring Frei
- 2011: Frei

### Raccolte
- 2009: The Best Of LaFee

### Singoli
- 2006 - Virus
- 2006 - Prinzesschen
- 2006 - Was ist das
- 2006 - Mitternacht
- 2007 - Heul doch
- 2007 - Beweg dein Arsch
- 2007 - Wer bin ich
- 2008 - Shut Up (versione in inglese di Heul doch)
- 2008 - Ring Frei
- 2009 - Scheiss Liebe
- 2011 - Ich Bin
- 2011 - Leben Wir Jetzt

### Video
- 2006 - Secret Live
- 2007 - LaFee Erst Recht
- 2007 - Wer Bin Ich - Ein Ungeschminktes Märchen

## Formazione

### Formazione attuale
- LaFee (cantante)

### Ex componenti
- Ricky Garcia (chitarra)
- Goran Vujic (basso)
- Klaus Hochhäuser (tastiera)
- Tamon Nüssner (batteria)

## Tour
- Das Erste Mal Tour (2006)
- Lass Mich Frei Tour (2007)
- Jetzt Erst Recht Tour (2007)
- Birthday Tour (2008)
- Ring Frei Tour (2009)

## Premi ricevuti
2007
- Echo nella sezione Miglior artista emergente[5]